# 100K busz (Budapest)
A budapesti 100K jelzésű autóbusz a Deák Ferenc tér és a Hungexpo III. kapu között közlekedett ideiglenes járatként. A járatot a Budapesti Közlekedési Zrt. üzemeltette.

## Története
2015. október 12-étől 15-éig 100K jelzéssel gyorsjárat közlekedett a Deák Ferenc tér és a Hungexpo III. kapu között.

## Útvonala
| III. kapu felé | Deák Ferenc tér felé                                                                                          |
| --- | --- |
| Deák Ferenc tér M vá. – Károly körút – Dohány utca – Síp utca – Rákóczi út – Baross tér – Kerepesi út – Fehér út – Albertirsai út – III. kapu vá. | III. kapu vá. – Albertirsai út – Kerepesi út – Baross tér – Rákóczi út – Károly körút – Deák Ferenc tér M vá. |

## Megállóhelyei
| 0  | Deák Ferenc tér M végállomás | 23 | 9, 15, 16, 105, 115, 200K 47, 49                                                  |
| 8  | Blaha Lujza tér M            | 20 | 5, 7, 7E, 8, 99, 107, 110, 112, 133, 178, 217E, 233, 239 74 4, 6, 28, 37, 37A, 62 |
| 25 | III. kapu végállomás         | 0  | 100                                                                               |